# Jay Ashley
Jay Ashley (11 de enero de 1971) es un actor pornográfico y director de cine pornográfico estadounidense. Él es un miembro del Salón de la Fama de AVN.

## Vida personal
Estuvo casado con la también actriz porno Kaitlyn Ashley hasta 1997, y salía con la artista Aurora Snow en la década del 2000.

## Premios y nominaciones
- 2003 Premio AVN ganador – Mejor Escena de Sexo de Grupo, de Vídeo (Assficianado - Rosebud Producciones) con Angel Long & Pat Myne[6]
- 2003 Premio AVN nominada - Mejor Escena de Sexo de Grupo, de Vídeo (Basura Blanca Puta 24 - JM Productions) con Aurora Snow & Brian Surewood[7]
- 2003 Premio AVN nominada – Mejor Escena de Sexo Anal, Video (Space Invaderz - Jules Jordan/Evil Angel) con Aurora Snow, Erik Everhard Y Pat Myne[7]
- 2003 Premio AVN nominada – Mejor Escena de Sexo Oral, Video (Frenesí de Alimentación - Jules Jordan/Evil Angel) con Aurora Snow, Mark Ashley, Jules Jordan, Brett Rockman & Arnold Schwartzenpecker[7]
- 2004 XRCO Award nominada – Mejor de 3 vías (Sexo Antinatural 11)[8]
- 2004 Premio AVN nominada – Macho Artista del Año[9]
- 2004 Premio AVN nominada – Mejor Escena de Sexo de Acoplamiento, de Vídeo (Mason Sucio Trixxx 2 - Elegant Angel Productions) con Ashley Moore[9]
- 2004 Premio AVN nominada – Mejor Escena de Sexo Oral, Video (Pop - Ninn Worx/Puro Jugar los Medios de comunicación) con Aurora Snow & Pat Myne[9]
- 2004 Premio AVN nominada – Mejor Escena de Sexo de Grupo, de Vídeo (Clusterfuck - Mayhem) con Bridgette Kerkove, Ben inglés, Steve Holmes, Skeeter Kerkove, Scott Lyons, Rick Masters, el Señor Pete & Trent Tesoro[9]
- 2005 premios AVN nominada – Mejor Escena de Sexo Oral, Video (Higiene Oral - Extremos Asociados) con Julie Night & Dick Tracy[10]
- 2005 premios AVN nominada – Mejor Escena de Sexo en Trio, Video (Onu-Natural Sex 11 - Diabólico Producciones de Vídeo) con Ariana Jollee & Tony T.[10]
- 2007 Premio AVN nominada – Mejor Escena de Sexo de Grupo - Vídeo (la Zorra y Sluttier - Manuel Ferrara/Evil Angel) con Aurora Snow, Sandra Romain, Manuel Ferrara, Steve Holmes, Brandon Iron, Jason Sinclair, D. Snoop, Brad Baldwin, Zurdo, Carey Dólares, John Strong, Joe Golpe, Joe Rock, Johnny Fender, Mike Hosh, Pascal San jaime Y Claudio Meloni[11]
- 2008 integrante del Salón de la Fama AVN[2]